# Walentyna Wasiljewa
Walentyna Wasiljewa (ur. 1707, zm. 1782) – rosyjska chłopka, żona Fiodora Wasiljewa, rekordzistka pod względem liczby urodzonych dzieci.
Pochodziła z Szui. W latach około 1725–1765 urodziła 69 żywych dzieci, z czego tylko dwoje zmarło w okresie niemowlęcym. Rekordzistka była 27 razy w ciąży, przy czym wszystkie te ciąże były mnogie. W porodach urodziła 16 razy bliźnięta, siedem razy trojaczki i cztery razy czworaczki. Po jej śmierci Fiodor ożenił się ponownie.